# 백암고등학교 (서울)
백암고등학교(白岩高等學校)는 대한민국 서울특별시 양천구 신정동에 있는 사립 고등학교이다.

## 학교 연혁
- 1984년 4월 9일 : 학교법인 운암학원 설립인가
- 1984년 4월 9일 : 설립자 명예문학 박사 유영렬 선생 초대 이사장 취임
- 1984년 12월 17일 : 운암고등학교 설립인가(학급수 30 남 15, 여 15)
- 1985년 1월 24일 : 교사완공 대지 17,581m2, 연건평 3,108m2
- 1985년 3월 1일 : 개교, 초대 교장 이문형 선생 취임
- 1988년 2월 11일 : 제1회 졸업 531명
- 1994년 10월 19일 : 법인명칭을 백암학원으로 변경
- 1995년 4월 10일 : 백암고등학교로 교명 변경
- 2001년 2월 8일 : 체육관 개관
- 2002년 3월 2일 : 8학급 증설인가 (계 44학급)
- 2002년 3월 2일 : 제2신관 신축 건물 준공 (건물계 2,019.38m2)
- 2004년 9월 20일 : 제1신관 4층 증축 (건물계 8,110.04m2)
- 2009년 1월 13일 : 제4대 이사장 한상훈 선생 취임
- 2017년 2월 2일 : 제30회 졸업식 (계 16,200명 졸업)
- 2022년 3월 1일 @코로나

## 참고 자료
- 백암고등학교 - 한국교육학술정보원 학교알리미